# Gaykingaheerd
De Gaykingaheerd was een heerd met steenhuis aan de Gaaikemadijk ten westen van de Nederlandse stad Groningen binnen het toenmalige kerspel Wierum. Het was het oude stamhuis van de familie Gaykinga of Gaykema, waarnaar ook de dijk genoemd is. Van deze familie was ene Frederik tussen 1329 en 1350 abt van het klooster van Aduard. In 1407 werd Aldert Gaykinck met zijn landerijen opgenomen in het Aduarderzijlvest. In 1449 komt de Gaykingaheerd voor het eerst voor wanneer Alderts zonen Focko en Emo het eigendom van de heerd behouden in een overeenkomst met het klooster. Er wordt ook gesproken over een kapel bij de heerd, die beide broers in onderhoud kregen. In 1503 komt ene Allart Gaykema voor, die waarschijnlijk een zoon van Focko of Emo was. Hij was toen hoofdeling van Gaykingadijk en bewaarder van het zegel van het landschap Middag. In 1520 werden Allarts zonen Hendrik Gaykinga (die op Gaykingaheerd woonde) en Frederik Gaykinga (die op de Zuidhorner Jellemaborg woonde) vermoord in het klooster van Aduard. Frederiks dochters(!) Joost en Frederik(a) erfden de heerd. Toen dochter Joost in 1538 trouwde met Derk Coenders had de heerd een omvang van ongeveer 100 grazen land. Enkele jaren later (vóór 1542) overleed Joost. Haar zoons Evert en Frederik verhuurden hun deel van de borg daarop. Beide broers waren reformatiegezind en de Spaansgezinde regering liet daarop rond 1570 hun goederen confisqueren, waartoe ook de helft van de heerd behoorde, die toen 77 grazen omvatte. De andere helft was eigendom van de man van de inmiddels overleden Frederik(a); Rempt Jensema. De familie Gaykinga betrok de heerd niet opnieuw. In een scheidbrief uit 1619 wordt een stuk land op Gaaikemadijk genoemd, dat de 'junckeren heeminge' (huis van de jonker) werd genoemd en vrij van behuizing was, wat betekent dat de heerd toen reeds gesloopt was. Op 17e-eeuwse kaarten staat namelijk 'olim (=voormalig) Gaykinga' vermeld.
Van de heerd resteert alleen nog een deel van de gracht. Naast de vroegere borgstee staat nu boerderij Gaaikemaheerd.